# APY
연간 수익률 (Annual percentage yield) 또는 APY는 1년의 복리 기간을 기준으로 하는 이자율의 정규화된 표현이다.
APY 수치를 사용하면 다양한 복리 일정으로 다양한 오퍼링을 합리적이고 단일 지점에서 비교할 수 있다. 그러나 순이익에 영향을 미치는 계좌 수수료의 가능성은 고려하지 않는다. APY는 일반적으로 금융 기관이 예금자에게 지불하는 이율을 말하며, 유사 연이율(APR)은 대출자가 금융 기관에 지불하는 이율을 말한다.
부채를 포함하지 않는 금융 상품을 홍보하기 위해 은행 및 기타 회사는 종종 APY를 인용한다. (APY는 만기일에 더 높은 수익을 받는 고객을 나타내기 때문에 APR과 반대됨) 예를 들어, 매월 복리 연이율이 4.65%인 예금 증서는 연이율 4.75%로 표시된다.

## 같이 보기
- 복리 (금융)